# Museo de Florence Nightingale

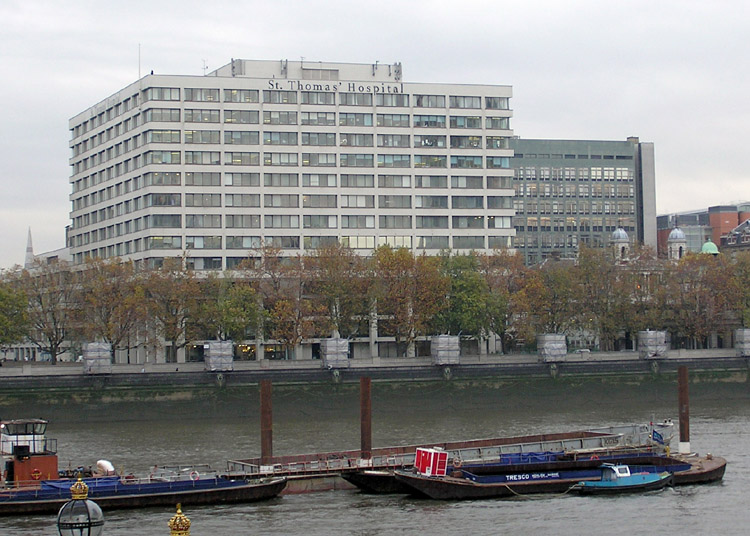
Hospital Saint Thomas, donde se encuentra el Museo Florence Nightingale. Ribera sur del río Támesis, Londres. Vista desde el Palacio de Westminster.

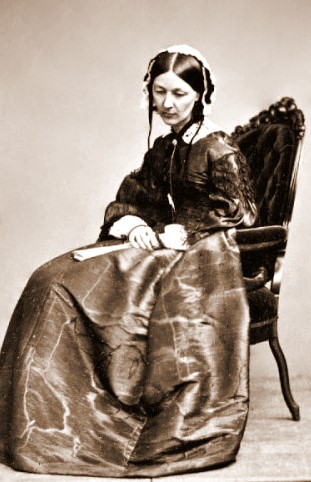
Florence Nightingale (circa 1854).

El museo de Florence Nightingale en Londres, está dedicado a la vida y obra Florence Nightingale, pionera de la enfermería moderna, desde su infancia victoriana hasta su experiencia en la guerra de Crimea y sus años de ardiente defensora de la reforma del sistema de salud británico. El museo explica su legado y la historia de la profesión de enfermería.
Está ubicado en el hospital Saint Thomas, frente al palacio de Westminster en la ribera sur del río Támesis, en el distrito de Lambeth, Londres. Abre al público los siete días de la semana.

## Historia
El 9 de julio de 1860, unos cuatro años después de su participación en la guerra de Crimea, Nightingale fundó en el Hospital Saint Thomas la primera escuela de entrenamiento profesional de enfermeras del mundo, hoy llamada Florence Nightingale School of Nursing and Midwifery (Escuela Florence Nightingale de Enfermería y Partería) e integrada al King's College de Londres. El museo está ubicado en el mismo hospital donde se fundó la escuela.
El 12 de mayo de 2010 fue reinaugurado tras un importante rediseño de £1.4m. Integra el grupo de museos de temas médicos y sanitarios The London Museums of Health & Medicine.

## Colección
Cuenta con tres pabellones destinados a exhibir distintos aspectos de la vida y obra de Florence Nightingale.
1. «The Gilded Cage» («La jaula dorada») exhibe la historia de su niñez privilegiada y de su lucha contra las restrictivas convenciones sociales de su época.
2. «The Calling» («El llamado») explica como ella y sus colaboradores lidiaron con la crisis de los hospitales militares, donde nació la leyenda de la «dama de la lámpara».
3. «Reform and Inspire» («Reforma e inspiración») muestra su lucha por la reforma de la asistencia sanitaria en su país y en el exterior.

Entre los elementos que integran la colección figuran:
- La lámpara que utilizó durante la guerra de Crimea y que la inmortalizó como la «dama de la lámpara» («the lady of the lamp»), gracias a un poema de 1857, después de finalizado el conflicto: Santa Filomena, por Longfellow.
- Su mascota Athena, una pequeña lechuza que rescató en Atenas y que siempre la acompañaba en sus viajes.
- El botiquín que llevó a Crimea. Contiene medicinas y remedios herbales, desde bicarbonato de sodio a ruibarbo en polvo.
- Un registro original que lista las enfermeras que sirvieron bajo la supervisión de Nightingale en Turquía y en Crimea.
- Diagramas y otros registros utilizados por Nightingale para relevar las causas de la mortalidad entre las tropas combatientes del ejército británico en Crimea.

Cuenta con un centro de recursos, disponible mediante cita previa, para estudiantes, académicos y otros investigadores, a fin de que puedan utilizar las colecciones del museo: cartas digitalizadas, libros y documentos relacionados con Florence Nightingale. Se ofrecen audioguías gratuitas con la entrada, exhibiciones interactivas y actividades para niños durante las vacaciones.